# Coos
Coos (Kus; Kod Lewisa i Clarka Cookkoooose).- kolektivno ime Indijancima Hanis i Miluk, plemenima porodice Coosan (kusan), naseljenih u području zaljeva Coos na oregonskoj obali. Prema arheološkim pretpostavkama Kusa je moglo biti oko 2,000 duž obale zaljeva Coos. Pleme Miluk živjelo je na ušću Coquille, a Hanis uz Coos River i Coos Bay. Kus Indijanci bijahu lovci, ribari i sakupljači. Vode zaljeva Coos i močvare opskrbljivale su ih hranom, osobito razne vrste riba koju su spremali i čuvali za krizna razdoblja. Lovile su se i vodene ptice stanarice, ili koje su tu tek zimovale. Ptice su se lovile zbog mesa, a sakupljala su se i njihova jaja.  Od krilnih kostiju velike plave čaplje (porodica Ardeidae) Indijanci su izrađivali igle za šivanje odjeće i hasura. Riba se lovila vršama i kopljima (losos i iverak), a dimljenjem ili sušenjem konzervirali bi je za kasniju upotrebu. Poznavali su i noćni ribolov pomoću vatre koja se palila u dug-out kanuima na postolju od pijeska. Od drugih riba hvatali su košarama i parazitsku ribu paklaru (lamprey) i spremali je za mršava vremena. Školjke su se također sakupljale, među kojima i kamenice, te su ih sušili ili dimili. Rakove što su ih sakupljali uz zaljev Kusi su odmah jeli. Morski sisavci, napose kit, hvatan je kada bi se nasukao u plitkim vodama. Njegovo meso i salo Indijanci su koristili za hranu i proizvodnju ulja. –Žene i djeca Kusa bavila su se i sakupljanjem divljeg jestivog bilja i bobica, a muškarci su u šumu išli i zbog lova na jelena i losa. 

Kuse posjećuje još 1792. američki brod Columbia koji trguje s njima a opisuju ih kao brojne i divlje.  Godine 1805. do njih stiže i ekspedicija Lewisa i Clarka. Uskoro ih počinju pogađati bolesti bijelaca, to su epidemije boginja 1824. i 1829., i već sljedeće 1830. epidemija malarije. Najezdom bijelaca 1841. dolazi do konflikata, a novom najezdom doseljenika 1850. Indijanci počinju ostajati bez zemlje. Godine 1855. oni ulaze u konfederaciju s plemenima Lower Umpqua i Siuslaw, da bi već 1856. bili potjerani na marš na Coast Reservation gdje će biti zatočeni sljedećih 19 godina. U novijoj povijesti njihov rezervat se 1941. prostire tek na 6.1 ar. Uskoro 1956. federalni ured ukida konfederaciju, da bi ipak 1984. ponovno obnovio njihovo priznanje. U novije doba broj potomaka Kus Indijanaca iznosi oko 300, dok populacija cijele konfederacije 2000. iznosi 700. 
Rani nazivi: Cookkoooose, Cookkoo-oosee, Cookoose. 

## Vanjske poveznice
- Coos  Arhivirana inačica izvorne stranice od 18. srpnja 2006. (Wayback Machine)
- The Coos, Lower Umpqua and Siuslaw Indians
- Indian Settlement on Coos Bay  Arhivirana inačica izvorne stranice od 19. studenoga 2005. (Wayback Machine)
- How Indians Used Coos Bay  Arhivirana inačica izvorne stranice od 19. studenoga 2005. (Wayback Machine)
- Coos (Coosan, Hanis, Miluk)
- Coos, Lower Umqua, and Siuslaw Confederacy  Arhivirana inačica izvorne stranice od 26. rujna 2007. (Wayback Machine)
- Coos  Arhivirana inačica izvorne stranice od 29. rujna 2007. (Wayback Machine)